# NGC 1300

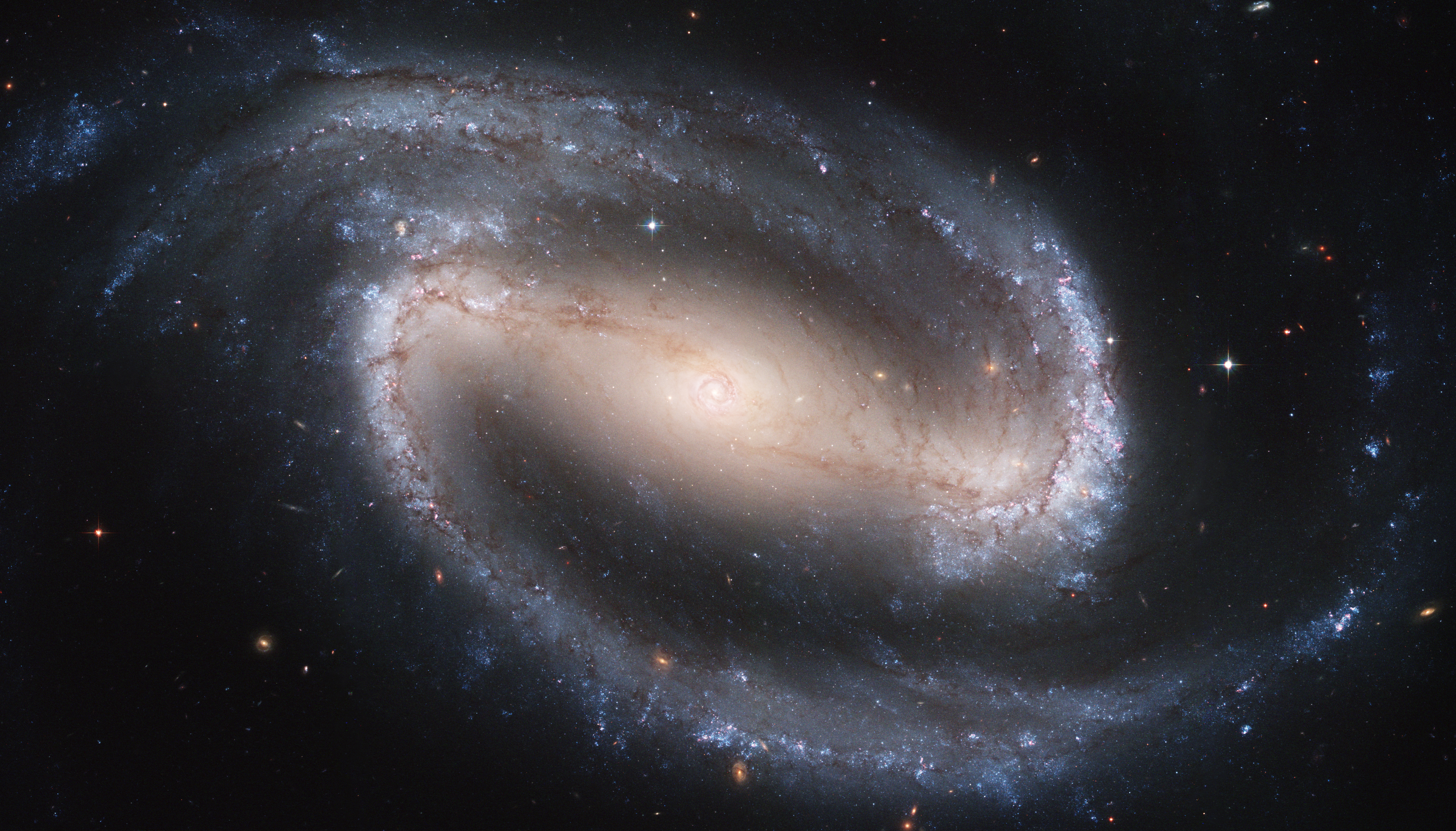
NGC 1300

NGC 1300 este o galaxie spirală barată din constelația Eridanul, aflată la o distanță de aproximativ 61 de milioane de ani-lumină de Pământ. Are o lungime de aproximativ 110 000 de ani-lumină și face parte din Roiul de galaxii Eridanul.  A fost descoperită de John Frederick William Herschel în 1835.